# Luisa Carnés
Luisa Genoveva Carnés Caballero —también conocida por los pseudónimos de Clarita Montes y Natalia Valle— (Madrid, 3 de enero de 1905-Ciudad de México, 12 de marzo de 1964) fue una escritora y periodista española. Militante comunista, se exilió en México al término de la guerra civil española.

## Biografía
Nacida en una humilde familia madrileña, su padre, Luis Carnés, era barbero y practicante, y su madre, Rosario Caballero, era sastra, pero abandonó el trabajo para cuidar de seis hijos de los cuales Luisa era la mayor, quien abandonó la escuela a los once años y entró como aprendiza en el taller de sombreros de su tía Petra Caballero Aparicio, trabajo que dejó para pasar al obrador de una pastelería. Como cuenta en una entrevista que le fue hecha en 1930:

A los once años aprendí un oficio. Entonces, quizás, surgieron en mí las inquietudes, que aún no me han abandonado, las preguntas a las que todavía no he hallado contestación. ¿Por qué las mujeres se odian entre sí tan terriblemente?

En esas mismas páginas confiesa que en 1923 cogió «la pluma por primera vez para hacer un cuento» y que, como no se podía «gastar un duro en un libro», se alimentaba «espiritualmente con los folletones publicados en los periódicos y con las novelas baratas» y así fue ascendiendo «hasta Cervantes, Dostoievski, Tolstói...» de manera autodidacta a través de textos que adquiría e intercambiaba en librerías populares, mientras trabajaba también desde 1928 como telefonista o mecanógrafa en la casa editorial Compañía Ibero-Americana de Publicaciones (CIAP) donde conoció a su primer marido, el dibujante Ramón Puyol Román (1907-1981), con el que tuvo a su hijo Ramón. Disfrutó de alguna notoriedad literaria y tras la quiebra de la editorial emigró a Algeciras. Pero volvió a Madrid, donde trabajó como camarera en un salón de té que le inspiró, según algunos, su mejor libro, Tea Rooms. Mujeres obreras. 
Gran parte de su obra está imbuida de su ideología, pues fue militante del PCE y apoyó a Clara Campoamor en su defensa del sufragio femenino. Defensora activa de la causa republicana, al estallar la Guerra Civil escribió artículos y teatro de combate en su defensa que estrenó con Rafael Alberti hasta que pasó a Francia por La Junquera. Se libró de ir a parar a un campo de concentración gracias al ofrecimiento del presidente mexicano Lázaro Cárdenas, y así terminó exiliada en 1939 en México, embarcándose en el famoso trasatlántico Veendam junto con un puñado de intelectuales republicanos. Allí permaneció hasta su muerte en marzo de 1964 en un accidente de automóvil, en el que su familia se salvó.

## Obra
Dejó un corpus literario de una decena de novelas, una sesentena de cuentos, trescientas piezas de teatro y centenares de crónicas.
El primer cuento localizado en la prensa es Mar adentro (1926), publicado en La Voz (Madrid), el 22 de octubre de 1926 (pág. 7). Entre esta fecha y la primavera de 1929 publicó cuatro cuentos en la prensa, un hecho poco común en personas principiante en mundo de la cultura.
Su primera obra impresa, Peregrinos del calvario (1928), reúne una serie de novelas breves con influencias de Dostoyevski, Tolstoi, el folletín y la novela popular, en un tono religioso común a sus primeros textos. Ya con esta obra asombró a los críticos por la madurez de su estilo, de su fuerza expresiva y excelentes dotes de observación. Así, con sólo veintitrés años, irrumpió con fuerza en los círculos literarios madrileños y pronto se convirtió en una de las figuras femeninas más destacadas de la cultura española de los años 30 gracias a su narrativa social. Colaboró activamente en los principales medios de comunicación de la época, en especial en La Voz y en los semanarios Estampa y Crónica, con cuentos, relatos y reportajes.
En 1930 apareció su segunda publicación narrativa, ambientada en Madrid y con una interesante figura como protagonista que da nombre a la obra, Natacha, ambientada en un taller textil en el que trabajó durante un tiempo. Fue saludada por la crítica como una obra madura. Y en 1934, se publicó Tea Rooms. Mujeres obreras su novela más marcadamente social, una novela-reportaje con experiencias reales de las mujeres trabajadoras de la época, reeditada en 2016 por Hoja de Lata.
En 1936, ya iniciada la Guerra Civil, irrumpió en la escena española con Así empezó..., estrenada el 22 de octubre en el Teatro Lara de Madrid (rebautizado como Teatro de la Guerra, sección teatral del Altavoz del Frente), un drama de agitprop en un acto que recibió excelentes críticas por su «originalidad e interés».
Sus últimos meses en España, así como su salida en 1939 y su llegada a México, fueron narrados en De Barcelona a la Bretaña francesa. Episodios de heroísmo y martirio de la evacuación española, que permaneció inédita en manos de su hijo hasta 2014 en que fue publicada por Renacimiento.  Escribió también la novela El eslabón perdido, en el que la autora describe el conflicto generacional que enfrenta a los exiliados adultos y a sus descendientes, que no conocieron la patria perdida y anhelada, y que buscan su lugar en la tierra que los acogió.
También escribió otras dos obras dramáticas publicadas en México, sin que haya quedado constancia de su estreno: Cumpleaños (1966) y Los vendedores de miedo (1966).
En 2017, la editorial Hoja de Lata publicó una selección de sus cuentos englobados bajo el título Trece cuentos (1931-1963), y al año siguiente Espuela de Plata, sus cuentos completos. En el año 2019, Espuela de Plata publicó su segunda novela: Natacha (1930).
En 2022, Tea Rooms. Mujeres obreras fue llevada al teatro en versión y dirección de Laila Ripoll.

## Labor como periodista
Su vida como periodista en España fue corta, ya que se vio interrumpida por la guerra civil. Durante la República formó parte del grupo de periodistas que destacó en la prensa madrileña. Practicó un periodismo de inmersión en aspectos poco conocidos de la realidad, buscando el lado humano y trasladando a sus escritos la respuesta a cuestiones que preocupaban al pueblo.
Sus primeros trabajos periodísticos aparecieron en Ondas (1929), La Voz (1930) y Nuevo Mundo (1933). se consolidó en las publicaciones gráficas del grupo Montiel. Destacaron sus trabajos durante tres años en el semanario Estampa: «Una mujer busca trabajo» (1934),«El hombre que sirve los periódicos al presidente de la República» (1934) y «La chalequera que le regaló un chaleco a don Alfonso XII» (1934). También produjo reportajes seriados: «Los hombres célebres vistos por sus cuidadores» (1934-1935) y «Mi vida: las memorias de Miss España recogidas por Luisa Carnés» (1934).
Se incorporó al diario Ahora en 1934, destacando su artículo «Pensión completa. Memorias de una sirviente» (1934), y ya durante la guerra civil: «Las monjas luchan por la República. Una de ellas se hace comunista» (1936); y en Estampa: «El mono proletario, uniforme de honor» (1936), «Carteles antifascistas» (1936), «Un nuevo arte de la guerra en las calles de Valencia» (1937) y «Un día en las trincheras» (1937), en los que se acercó al frente y a la vida en retaguardia. Durante estos años colaboró también en Mundo Obrero y Altavoz del Frente, Frente Rojo, y con el seudónimo de Natalia Valle en el diario de las juventudes comunistas La Hora (1938).

### Exilio en México

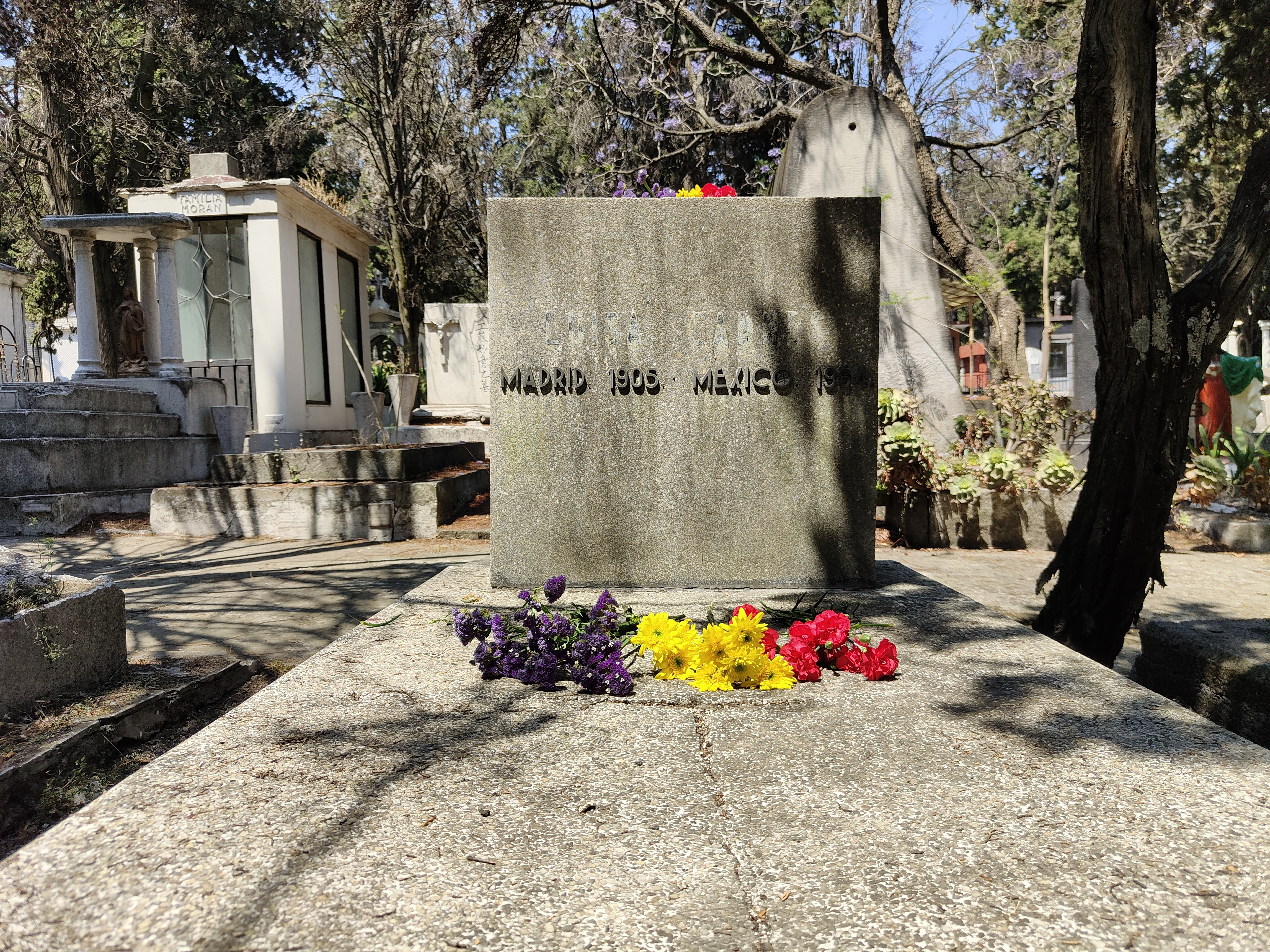
Tumba de Luisa Carnés en Ciudad de México

En México, Carnés comenzó a trabajar en la radio y centró su trabajo en el ámbito periodístico. Como exiliada y militante comunista y feminista colaboró en distintas publicaciones Romance (1940), España Popular (1942), Nuestro Tiempo (1947), España y la Paz (1951), Juventud de España y Mujeres Españolas (1951), órgano de la Unión de Mujeres Antifascistas Españolas, publicación de la que fue directora. Como periodista profesional trabajó en la gran prensa mexicana: El Nacional, La Prensa, Novedades y la revista Noticias Gráficas, donde solía firmar con el seudónimo de Clarita Montes. Hasta 1951 desdobló su identidad para diversificar su producción, pues para ella las actividades literarias y periodísticas debían separarse, de ahí que utilizara distintos seudónimos.

## Pensamiento y narrativa
Carnés proyecta en sus personajes femeninos su propia biografía, sus vivencias y la evolución de las tensiones existenciales. Su conciencia política la llevaba a una visión emancipadora de las clases trabajadoras, en el que pretendía mostrar de forma especial las contradicciones de un sistema injusto que castigaba a las mujeres. A sus protagonistas les permite desafiar el curso de la historia permitiéndoles actos de rebeldía y provocación.

## Obra publicada

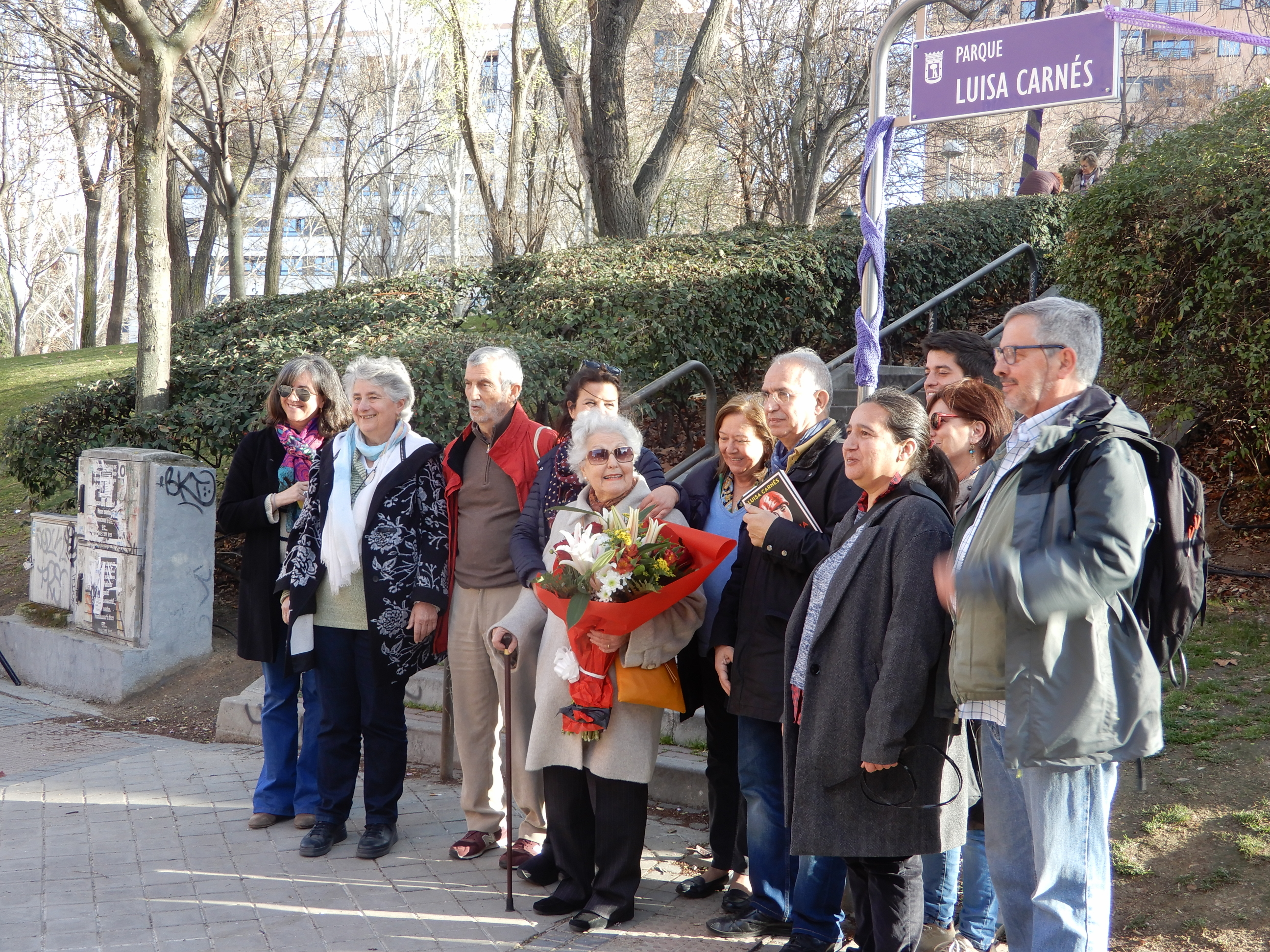
Inauguración del parque Luisa Carnés en Madrid, 7 de marzo de 2019.

- «Tea rooms». Mujeres obreras. Hoja de Lata Editorial, 2016. Adaptada al teatro por Laila Ripoll en 2022.[13]

- Trece cuentos. Hoja de Lata Editorial, 2017.
- Rosalía. Hoja de Lata Editorial, 2017.
- De Barcelona a la Bretaña francesa. Editorial Renacimiento, 2014.
- El eslabón perdido. Editorial Renacimiento, 2017.
- Rojo y gris. Cuentos completos I, Ediciones Espuela de Plata, 2018.
- Donde brotó el laurel, Cuentos completos II. Ediciones Espuela de Plata, 2018.
- Natacha, Ediciones Espuela de Plata, 2019.

## Reconocimientos
El 7 de marzo de 2019 se inauguró en la Ciudad de los Poetas, distrito Moncloa-Aravaca de Madrid, un parque dedicado a Luisa Carnés. Fue un acto sencillo, al que asistió la concejala del distrito, Montserrat Galcerán, y algunos de sus familiares. Sus nietos leyeron textos ad hoc.
En 2021, su nieto Juan Ramón Puyol inició un proyecto para «recuperar» el Madrid de la época de Carnés a través de los testimonios biográficos dejados en su obra.
En 2022, la dramaturga Laia Ripoll adaptó y llevó al teatro Tea rooms, que se estrenó en el Teatro Fernán Gómez de Madrid. En mayo de 2023, se representó la obra en el teatro Teatro Lope de Vega de Sevilla.
El  31 de octubre de 2022,  primer Día de recuerdo y homenaje a las víctimas del golpe militar, la Guerra Civil y la dictadura, fue una de las personas homenajeadas, entre la veintena de víctimas y familiares de víctimas que sufrieron la muerte, la represión o el exilio, a las que les hizo entrega de un diploma de reparación, bajo el lemaː Memoria es democracia.
En abril de 2023, Televisión Española decide grabar la serie La Moderna,  basada en su obra Tea Rooms.
En marzo de 2023, la Biblioteca Central de Coslada (municipio de Madrid) pasó a llamarse Luisa Carnés, en reconocimiento a esta autora.
En mayo de 2024  Correos editó un sello dedicado a la escritora. El sello se presentó  en Feria Nacional del Sello en la Plaza Mayor de Madrid.